# Hilda floreanna
Hilda floreanna är en insektsart som beskrevs av Thierry Bourgoin 1993. Hilda floreanna ingår i släktet Hilda och familjen Tettigometridae. Inga underarter finns listade i Catalogue of Life.